# Hübendrüben
Hübendrüben. Als deine Eltern noch klein und Deutschland noch zwei waren ist ein Sachbilderbuch für Kinder ab sieben Jahren. Das Familien- und Erzählbuch schildert das Alltagsleben zweier Familien in der Bundesrepublik und der DDR in den 1980er Jahren bis zur Wiedervereinigung mit einem Rückblick auf die Zeit des Nationalsozialismus und die Teilung Deutschlands. Die Protagonisten, zwei Grundschulkinder, sind Cousin und Cousine; Max lebt im Westen, Maja im Osten. Das Buch wurde 2018 im Leipziger Verlag Klett Kinderbuch veröffentlicht. Den Text verfasste Franziska Gehm, die Illustrationen stammen von Horst Klein. Rezensenten beurteilten das Werk durchweg positiv.

## Hintergrund
Die Autorin und Übersetzerin Franziska Gehm, geboren 1974 in Sondershausen (Thüringen), empfand die Wende für sich als Glücksfall: „Ich war kein Arbeiterkind, sondern meine Eltern waren beide Ärzte und nicht in der Partei. Ich hätte kein Abitur machen dürfen.“ Der Mauerfall ließ Abitur und Studium zu, in Jena, Großbritannien und Irland. Der Grafiker und Illustrator Horst Klein, geboren 1965 in Remscheid (Nordrhein-Westfalen), legte 1984 in Leer (Ostfriesland) das Abitur ab, absolvierte eine Ausbildung zum Werbekaufmann und studierte ab 1989 Visuelle Kommunikation in Krefeld, wo er seither lebt. Von ihm stammt der Titel des Buchs, das für Ost und West steht: „Hüben“ bedeutet „hier“, „drüben“ „dort“. Hübendrüben war Gehm, die für eine Tätigkeit bei BMW nach München zog, ein Herzensprojekt, auch um ihrer eigenen Kinder willen: „Nachdem ich hier angekommen war, stellte ich fest, dass wir immer sehr viel gewusst haben vom Leben im Westen. Insbesondere, weil wir alle West-Fernsehen geguckt haben, auch wenn das verboten war. Umgekehrt hielt sich das Interesse daran, wie wir in der DDR lebten, wohl in Grenzen. Davon wollte ich erzählen.“
Gehm und Klein treten in ihren Mitmachlesungen mit Quizspielen bis zum Zerfetzen einer durch den Raum gespannten Mauer aus Papier auf, darunter 2019 auf Einladung des Literarischen Zentrums Göttingen in der bundesweiten „Woche der Sprache und des Lesens“  in der Göttinger Hermann-Nohl-Grundschule.

## Inhalt
Die erste Doppelseite stellt links Max vor, der mit seinen Eltern und seiner Schwester Maria in der BRD lebt, rechts Maja aus der DDR mit ihrem Bruder Maik und den Eltern. Die beiden Kinder teilen die Vorliebe für Eis, Winnetou und Klingelstreiche – „aber manches ist auch anders“.
Max’ Vater arbeitet in einer kleinen Eisenwarenfirma, die Mutter ist Hausfrau. Max hat im Einfamilienhaus der Familie ein eigenes Zimmer. In der Garage steht der VW Golf I, im Garten eine Hollywoodschaukel. Max findet das „echt stark“. Majas Familie ist gerade in eine kleine Wohnung in einem Neubaugebiet gezogen. Nun haben sie eine Toilette in der Wohnung, die eine Heizung hat, der Trabi steht in einer etwas entfernt liegenden Reihengarage. Die Eltern fahren mit dem Ikarus-Bus zum Betrieb, Maja geht noch in den Kindergarten und Maik in die Kinderkrippe.
Zum Schulbeginn bekommt Max eine Schultüte, Maja eine Zuckertüte. Sein Schulranzen hat Reflektoren, Majas ist mit einem Hundebild verziert. Maja schreibt mit einem Heiko-Füllfederhalter, Max mit einem Pelikan. Für gute Leistungen bekommt Max von der Lehrerin ein Fleißkärtchen, Maja ein Fleißbienchen ins Muttiheft.
Nach der Schule wird Max von der Mutter zum Mittagessen (Fischstäbchen, Kartoffelpüree und Spinat) erwartet. Wenn er die Hausaufgaben erledigt hat, liest er Micky-Maus-Hefte oder er sieht zum Beispiel Biene-Maja-Filme  im Fernsehen. Maja bekommt ihr Mittagessen in der Schulspeisung und geht danach in den Hort, in dem sie ihre Hausaufgaben macht oder spielt. Oft kommen die Eltern nach ihr nach Hause. Maja liest Abrafaxe-Comics, hört Schallplatten oder sieht fern – meistens Westfernsehen, obwohl es verboten ist.
Draußen spielt Max am liebsten mit seinen Freunden Fußball, oder er fährt mit Stefan und Michael auf dem BMX-Rad durch die Siedlung. Die Mädchen sind auf Rollschuhen unterwegs, sie spielen mit ihren Barbie-Puppen. Eis gibt es vom Eiswagen, der durch die Siedlung fährt. Maja hat ein Klapprad und ein selbstgebautes Skateboard. Aufregend sind ihre Ausflüge in das verfallene Altbauviertel. Am Kiosk gibt es Softeis in drei Sorten: Vanille-, Erdbeer- und Schokoladeneis.
Max besucht den Kommunionsunterricht, sonntags muss er in die Kirche gehen. Bei den Pfadfindern ist er noch Wölfling. Seine Mutter freut sich, dass er einmal in der Woche Blockflötenunterricht nimmt. Maja geht zum Pioniernachmittag, bei dem die Kinder basteln, singen, Märchen hören oder etwas über den Klassenfeind erfahren. Den Omis und Opis im Klub der Volkssolidarität singen sie Pionierlieder vor oder sie besuchen ihre Patenbrigade.
Max’ Sommerferien sind sechs Wochen lang. Die Familie fliegt nach Spanien – im Flugzeug gibt es zu der Zeit noch warmes Essen gratis und richtiges Besteck – und verbringt zwei Wochen in einem großen Hotel mit Swimmingpool. Max ist begeistert, weil die Kinder lange aufbleiben dürfen. Majas Familie würde gerne an die Ostsee fahren. Weil sie dort keinen Ferienplatz bekommt, macht sie wie jedes Jahr Urlaub an der Mecklenburger Seenplatte, wo der VEB Saxonia, in dem die Eltern arbeiten, seinen Werktätigen Bungalows zur Verfügung stellt. In der Anlage treffen sie auf die Leute, die sie schon von zu Hause kennen. Von den acht Wochen Ferien verbringt Maja noch zwei Wochen im Ferienlager.
In der BRD bedeutet der Sommer Arschbomben im Freibad, nackt unterm Strahl des Rasensprengers herumspringen, das ZDF-Ferienprogramm ansehen, einen Ferienpass haben, Langeweile und Mückenstiche haben. In der DDR Blasen vom Rudern bekommen, Blaubeeren pflücken und einkochen, Langweile und Mückenstiche.
Zu den Lieblingsgerichten und -leckereien von Max gehören Grillhähnchen, Pommes frîtes, Burger, Jägerschnitzel, Pizza, Würmer, Doppelkekse, Luftschokolade, Brausestangen, Esspapier, Negerküsse und Käsekuchen. Cola? Darf er nicht! Maja mag am liebsten Broiler, Würzfleisch, Engerlinge, Hotellokekse, Karlsbader Oblaten und Russisch Brot. Knusperflocken? Gibt’s nicht.
Max will Astronaut werden, Neil Armstrong ist sein Held. Max und Maria träumen davon, Schlagerstar oder BMX-Star zu werden, ein tolles Auto zu haben oder Kindern in fernen Ländern zu helfen. Angst machen ihnen die Russen, Umweltkatastrophen, Wölfe, der strenge Schuldirektor und dass sich die Eltern trennen. Majas Idol ist Juri Gagarin, sie will Kosmonaut werden. Maja und ihr Bruder Maik träumen von einer West-Jeansjacke, von einem Walkman, eine Olympiamedaille zu gewinnen oder hungernden Kindern in Nicaragua zu helfen. Sie fürchten sich vor Rowdys, davor, etwas Falsches zu sagen, vor den Amis, die einen Atomkrieg auslösen könnten. Am meisten wünscht sich Maja, Max zu besuchen – das ist nicht möglich. Sie fragt sich, warum es so ist.
Bevor Majas und Max’ Eltern lebten, gab es ein großes Deutschland, dessen Anführer Adolf Hitler einen Krieg anzettelte, in dem furchtbare Dinge geschahen. Andere Länder wollten das beenden, schlugen zurück, besetzten und besiegten Deutschland. Zwei Länder entstanden.
Die Menschen auf beiden Seiten der Grenze sprechen deutsch, aber die Länder entwickelten sich unterschiedlich. Die Einwohner beider Staaten halten sich für besser als die jeweils anderen und streiten darüber, wo das Leben besser ist. „Bei uns sind alle Menschen FREI!“, heißt es im Westen. „Wir sind die Guten!“ und „Bei uns sind alle Menschen GLEICH!“, sind sich die Menschen im Osten sicher. Manche dort wollen trotzdem lieber frei sein, bauen an der stark bewachten Grenze Fluchttunnel zum Westen. Viele Menschen sterben bei Fluchtversuchen. Es herrscht Kalter Krieg. Max und Maja fürchten sich vor einem großen Knall.
Wenn Max und Familie zu den Verwandten in die DDR fahren wollen, brauchen sie deren Einladung, und an der Grenze müssen sie einen Berg Papiere ausfüllen. Telefonieren kann Max mit Maja nicht, aber er schickt ihr zum Beispiel einen Walkman. Wenn ein Paket der Verwandten bei Majas Familie ankommt – manche kommen gar nicht an, manchmal fehlt etwas, weil der Zollbeamte auch gerne einen Walkman haben möchte – packt Majas Vater Jeans aus, ja!-Kaffee, und im Boden der Pralinenschachtel ist eine Zeitschrift versteckt. „Null problemo“, sagt man im Westen, „astrein“, „da schnallst du ab“, und wenn ein Punk „Keine Macht für niemand“ fordert, bekommt er „Dann geh doch rüber!“ zu hören. „Bist du noch ganz knusper“, „Mach mal die Flocke“ heißt es im Osten, und es wird gewitzelt: „Warum ist die Banane krumm? Weil sie einen großen Bogen um die DDR macht!!!“ Eine unreife Orange aus Kuba wird mit „Fidels Rache“ kommentiert, was die Zurechtweisung „Du bist hier nicht auf der Fritz Heckert!“ nach sich zieht.
Dann ist im Fernsehen Michail  Gorbatschow zu sehen, der von Glasnost spricht. Die Reaktion ist bei Max’ und Majas Eltern gleich: „Wahnsinn!“ „Glaubst du, …“. Die Menschen in der DDR werden mutiger und gehen auf die Straße, auch Majas Eltern demonstrieren. Immer mehr Menschen fahren nach Ungarn, um von dort nach Österreich zu gelangen.
Erich Honecker will in der DDR nichts ändern, aber er kann nicht mehr über die Bürger bestimmen. Als Günter Schabowski im November 1989 im Fernsehen von Reisefreiheit spricht und die Grenze geöffnet wird, fährt Majas Familie nach Westen, Max’ Familie kommt ihnen entgegen. „Wahnsinn“ jubeln die Menschen, auf einem Wachturm sind zwei Grenzer ratlos: „Und wat wird nu, Kollege?“ „Weeß och nich.“ Max und Maja können endlich zusammen Klingelstreiche spielen, „auch wenn sie dazu schon fast zu alt sind“.

## Rezeption
„In pointierten, kurzen Texten und bisweilen urkomischen Bildern“, schrieb Stefan Locke in der  Frankfurter Allgemeinen, erzählen Gehm und Klein die Geschichte von Max und Maja, die getrennt voneinander aufwachsen. Trotz aller offensichtlichen Unterschiede werde beim Lesen und Anschauen schnell deutlich, wie wenig die „Systemfrage“ im Alltag eine Rolle gespielt habe. Die Frage von Kindern, warum es überhaupt zwei Länder gab, beantworte das Buch „kindgerecht, aber in aller Deutlichkeit mit dem von Deutschland ausgelösten Weltkrieg“. Locke hob hervor, dass Hübendrüben „das dritte überaus gelungene Buch“ des noch jungen Leipziger Klett Kinderbuch Verlags sei, das sich den Themen deutsche Teilung und Friedliche Revolution 1989 widme.
Die Bilderzählung mache Kindern „angenehm unverkrampft“ als „bildstarke Nummernrevue“ die Geschichte der Teilung und der Wiedervereinigung nachvollziehbar, lobte Eva-Christina Meier in der Tageszeitung. „Verständlich und knapp liefert das Erzählbilderbuch auch zu deutschem Nationalsozialismus und russischer Perestroika Informationen, ohne die Anfang und Ende der DDR auch im Kinderbuch nicht zu verstehen wäre.“
„Warum war Deutschland ein geteiltes Land?“ betitelte die Neue Zürcher Zeitung die Rezension mehrerer Kinderbücher von Manuela Kalbermatten. Viele Eltern heutiger Kinder hätten den Realsozialismus noch erlebt, Unterrichtsthema sei die deutsche Teilung dagegen offenbar kaum (gewesen), „zumal nicht in der Schweiz“. Hübendrüben stelle Kinderleben in seiner Normalität ins Zentrum, ohne zu werten oder zu romantisieren.
Der Deutschlandfunk stellte Hübendrüben 2018 als eines der besten 7 im Dezember-Bücher für Kinder vor: „Wie unterschiedlich und manchmal auch ähnlich das Alltagsleben der Kinder in den 1980er-Jahren in BRD und DDR war, wird in vielen farbenfrohen Buntstiftsequenzen gegenübergestellt.“ Als „ganz toll gezeichnet und sehr, sehr anschaulich“ befand die Rezensentin Kim Kindermann im Gespräch mit Frank Meyer bei Deutschlandfunk Kultur. Das Buch mache „großen Spaß und liefert Faktenwissen darüber, als es noch zwei Deutschland gab“.
Als „toll“ beurteilte Sonja Zellmann Hübendrüben in der Badischen Zeitung und empfahl: „Am besten begibt sich die ganze Familie gemeinsam auf diese Zeitreise, auf der es eine Menge zu entdecken gibt (Bandsalat in TKKG-Kassetten!). Um sich zu erinnern, zu erzählen, zu erklären.“